# دين النخبة
دين النخبة (بالإنجليزية: Elite religion)‏ في علم الاجتماع، يتم تعريف دين النخبة على أنه الرموز، والطقوس، والمعتقدات التي تعترف بها قيادة ذلك الدين باعتبارها شرعية.
غالبًا ما يتناقض دين النخبة مع الدين الشعبي أو الرموز الدينية، ومعتقدات الجماهير. دين النخبة هو «الدين الرسمي» كما يدافع عنه الزعماء الدينيون.
افترض عالِم الاجتماع (تشارلز ليبلمان) أن تقوية دين النخبة على أعضاء مجموعة معينة يؤدي إلى نمو الطائفية.